# Tímár Pál
Tímár Pál, 1931-ig Lederer Pál (Budapest, Józsefváros, 1899. július 29. – Budapest, 1970. március 30.) újságíró.

## Élete
Lederer Bernát (1867–?) szabómester és Deutsch Etel (1865–1939) fiaként született zsidó családban. Tanulmányait a Magyar Királyi József Műegyetemen végezte. Részt vett 1918-tól a Galilei Kör munkájában, majd a Tanácsköztársaság bukása után elhagyta Magyarországot. Az osztrák fővárosban, illetve Brnóban dolgozott. Időközben befejezte megkezdett tanulmányait és gépészmérnöki oklevelet szerzett. 1923-ban hazatért és a Vörös Segély munkatársa lett. 1924-től 1938-ig különböző lapokban írt. 1928. november 26-án Budapesten, a Terézvárosban nőül vette Krausz Sarolta Friderikát, akitől a következő évben elvált. 1938 és 1944 között a zsidótörvények miatt nem vállalhatott állást, csak álnéven jelenhettek meg írásai. A felszabadulás után a Kossuth Népe és a Képes Hét, 1949 és 1956 között az Új Kisipar című lapok munkatársa lett. 1957-től a Lapkiadó Vállalathoz tartozó lapoknál dolgozott. Házastársa 1957-től haláláig Angyal Erzsébet volt.
A Farkasréti temetőben nyugszik.

## Díjai, elismerései
- Tanácsköztársasági Emlékérem
- Szocialista Hazáért Érdemrend